# Primera guerra iraquiano-kurda
La primera guerra iraquiano-kurda (àrab: الحرب العراقية الكردية الأولى, al-ḥarb al-ʿirāqiyya al-kurdiyya al-ūlà), també coneguda com la revolta del setembre (kurd: Şoreşa Îlonê), va ser un esdeveniment important del conflicte iraquiano-kurd, que va durar des de 1961 fins al 1970. La lluita va ser liderada per Mustafa Barzani, en un intent d'establir una administració kurda autònoma al Kurdistan del Sud (nord de l'Iraq). Al llarg de la dècada de 1960, l'aixecament es va convertir en una llarga guerra, que no va arribar a resoldre's malgrat els canvis interns de poder a l'Iraq. Durant la guerra, el 80% de l'exèrcit iraquià va entrar en combat amb els milicians kurds. La guerra va acabar en un punt mort en 1970, amb un balanç d'entre 75.000 i 105.000 baixes. Després de la guerra es van celebrar una sèrie de negociacions entre iraquianes i kurds per a intentar resoldre el conflicte. Les negociacions van desembocar en l'acord d'autonomia iraquiano-kurd de 1970.

## Context
Després del cop militar d'Abd al-Karim Qasim en 1958, Barzani va ser convidat per Qasim a tornar de l'exili. Com a part d'un acord entre Qasim i Barzani, Qasim va prometre donar autonomia regional als kurds a canvi del suport de Barzani a la seva política. Entre 1959 i 1960, Barzani es va convertir en el líder del Partit Democràtic del Kurdistan (PDK), que va obtenir personalitat jurídica en 1960.